# Utsunomiya Brex
El Utsunomiya Brex (en japonés 宇都宮ブレックス) es un equipo de baloncesto japonés con sede en la ciudad de Utsunomiya, que compite en la B.League, la máxima competición de su país. Disputa sus partidos en el Brex Arena Utsunomiya, con capacidad para 4.500 espectadores.

## Historia

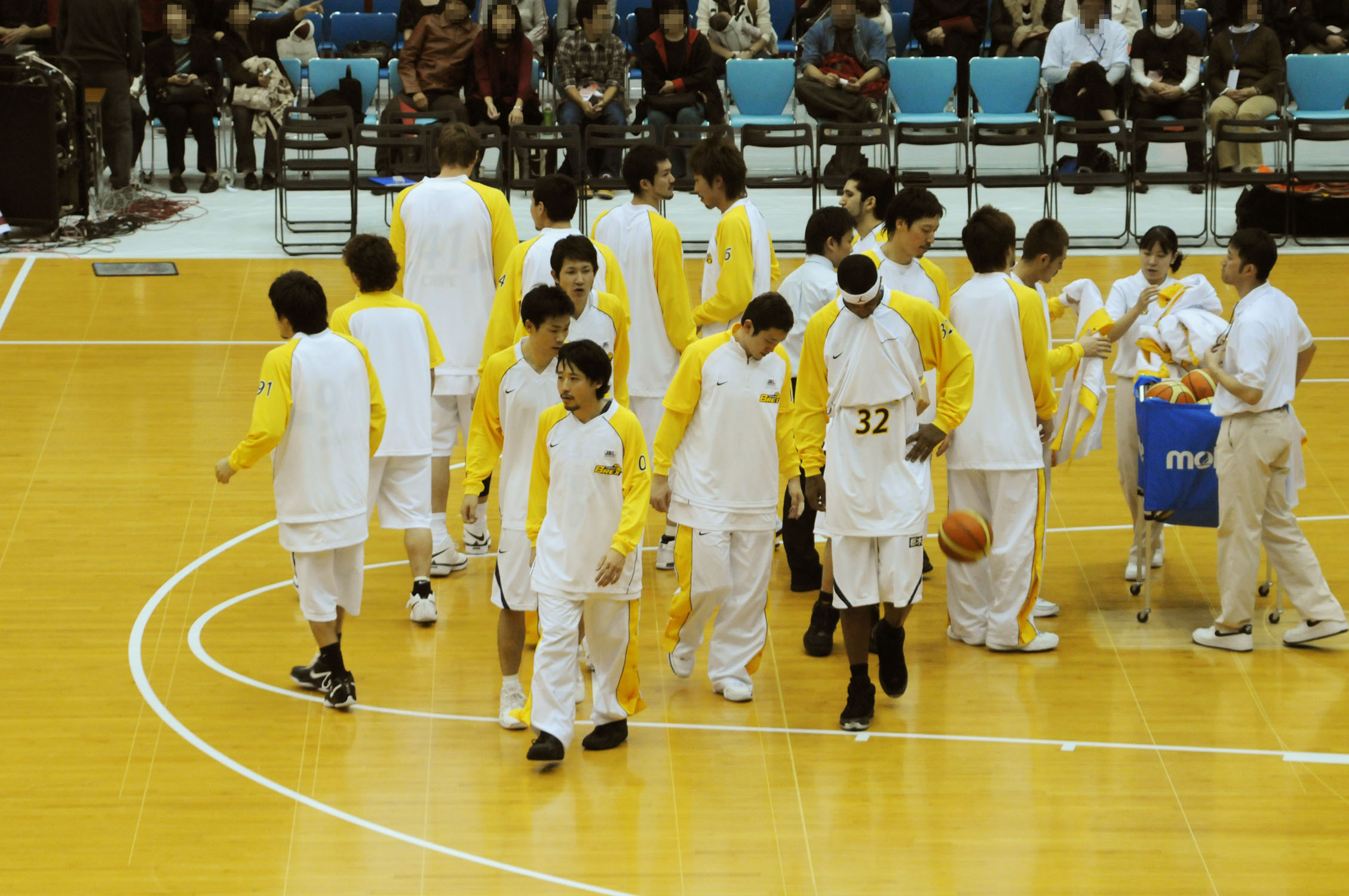
El equipo, en 2008.

En diciembre de 2004, un grupo de voluntarios inició las actividades necesarias para establecer un equipo de baloncesto profesional en la prefectura de Tochigi. En diciembre de 2005, se recogieron 15.000 firmas en apoyo a la creación del equipo. En junio de 2006, el grupo solicitó oficialmente unirse a la Japan Basketball League (JBL), pero su solicitud fue rechazada un mes después; Como resultado, el grupo volvió a postularse en septiembre del mismo año para la liga inferior recién formada, la Japan Basketball League 2 (JBL2).
En abril de 2007, el equipo pudo participar en JBL2 después de la retirada de los Otsuka Shokai Alphas. En junio de 2007, se decidió el nombre del equipo: Tochigi Brex, y el equipo se lanzó con la ciudad de Utsunomiya como sede y diez jugadores profesionales bajo contrato. El ex entrenador de Otsuka Shokai Alphas, Yoshinori Kaneda, se convirtió en el primer entrenador de Brex, que llegó a la final en la temporada 2007-2008, derrotando a Chiba Jets Funabashi para convertirse en campeones de JBL2.
Cuando los OSG Phoenix (ahora San-en NeoPhoenix) se retiraron de la JBL en agosto de 2007, la liga comenzó a reclutar nuevos equipos y Brex volvió a solicitar unirse a la JBL. Luego fueron promovidos al siguiente nivel de liga y los derechos del nombre del equipo se vendieron al patrocinador principal, Link & Motivation, quien decidió llamar al equipo Link Tochigi Brex. El entrenador del equipo fue Mitsuhiko Katou, quien trajo consigo a los jugadores Yuta Tabuse y Jun Takaku.
El 20 de marzo de 2010 derrotaron a los Mitsubishi Electric Diamond Dolphins (ahora Nagoya Diamond Dolphins) para asegurar el cuarto puesto en la temporada regular y avanzó a los playoffs por primera vez desde el ascenso a la JBL. Después de derrotar a Panasonic Trians por 2-1 en la serie de semifinales, llegaron a la final contra Aisin SeaHorses. Los Brex lograron derrotar a los Seahorses por 3-0 y se convirtieron en campeones de la Liga de Baloncesto de Japón por primera vez en su historia.
Desde la temporada 2013-2014, el equipo participa en la National Basketball League, liga creada por la federación japonesa, donde disputó las tres ediciones de esta competición sin llegar nunca a la final por el título.
Con la creación de la B.League en octubre de 2016, Brex se convirtió en uno de los equipos fundadores de la primera división, la B.League B1. El nombre oficial se cambió a Tochigi Brex (sin "Link") y el club mantuvo Utsunomiya como su sede. La temporada de debut en la nueva liga fue un triunfo: con una fuerte cohesión del equipo y el regreso de jugadores clave como Yuta Tabuse, Brex alcanzó la final. El 27 de mayo de 2017, derrotaron a Kawasaki Brave Thunders 85-79 en la gran final y ganaron su primer título de campeonato de la B.League.
Tras el éxito, el equipo intentó confirmarse, pero la temporada fue más compleja. El nivel de la liga subió y Brex luchó por mantener la misma consistencia; El equipo aún así se clasificó para los playoffs, terminando sexto en la temporada regular, pero no pudo repetir su hazaña del año anterior, siendo eliminado 2-0 por los SeaHorses Mikawa en los cuartos de final. El equipo continuó siendo competitivo en la temporada 2018-2019, terminando segundo en la clasificación de la temporada regular.Llegó a los playoffs pero fue eliminado antes de llegar a la final, perdiendo 2-0 en la serie contra los Chiba Jets en las semifinales.
En la temporada 2020-2021, tras la cancelación de la temporada anterior debido a la pandemia de COVID-19, el campeonato se reanudó con un calendario adaptado y medidas sanitarias extraordinarias, Brex terminó la temporada regular en el primer lugar del Distrito Este, obteniendo el acceso a los playoffs como número uno. El equipo logró llegar a la final del título por primera vez desde 2017, donde se enfrentó a Chiba Jets Funabashi. En lugar del formato tradicional de un solo partido, la liga introdujo una serie final al mejor de tres por primera vez esa temporada, Chiba ganó el primer partido con un marcador de 85-65, pero Utsunomiya respondió con una victoria de 83-59 en el segundo. Pero en el último cuarto del tercer encuentro, los Brex solo acertaron 5 tiros de 17 intentos, con 0 de 7 triples, y perdieron el partido 71-62, quedándose a las puertas del título.
Al año siguiente, en la temporada 2021-2022 de la B.League, Brex logró llegar a la serie final por el campeonato por segundo año consecutivo. El 29 de mayo de 2022, el equipo derrotó a los Ryukyu Golden Kings en el segundo partido de la serie final, con un marcador de 82-75, para ganar su segundo título de campeonato de la B.League.

## Palmarés
- JBL 2: 1

2007-08
- JBL: 1

2009-10
- B.League: 2

2016-17, 2021-22